# 苏佩礼
苏佩礼（Hubert William Spillett，1903—1984），英国传教士，民国年间在中国活动。

## 生平
早年毕业于伦敦大学，主修中文专业，获文学士学位。
1930年来华传教，1938年转往斯里兰卡传教，1947年返回中国，在山西太原传教，兼任山西大学教师。1952年前往香港，1967年退休返回英国。1984年11月23日去世。
1975年在伦敦出版A Catalogue of Scriptures in the Language of China and the Republic of China一书，是研究中文圣经的权威著作。